# Luisa di Hannover
Luisa di Hannover (Londra, 18 dicembre 1724 – Copenaghen, 19 dicembre 1751) fu una principessa di Gran Bretagna, figlia di re Giorgio II e sovrana di Danimarca e Norvegia come consorte di re Federico V di Danimarca (1723-1766).

## Biografia

### Infanzia e adolescenza

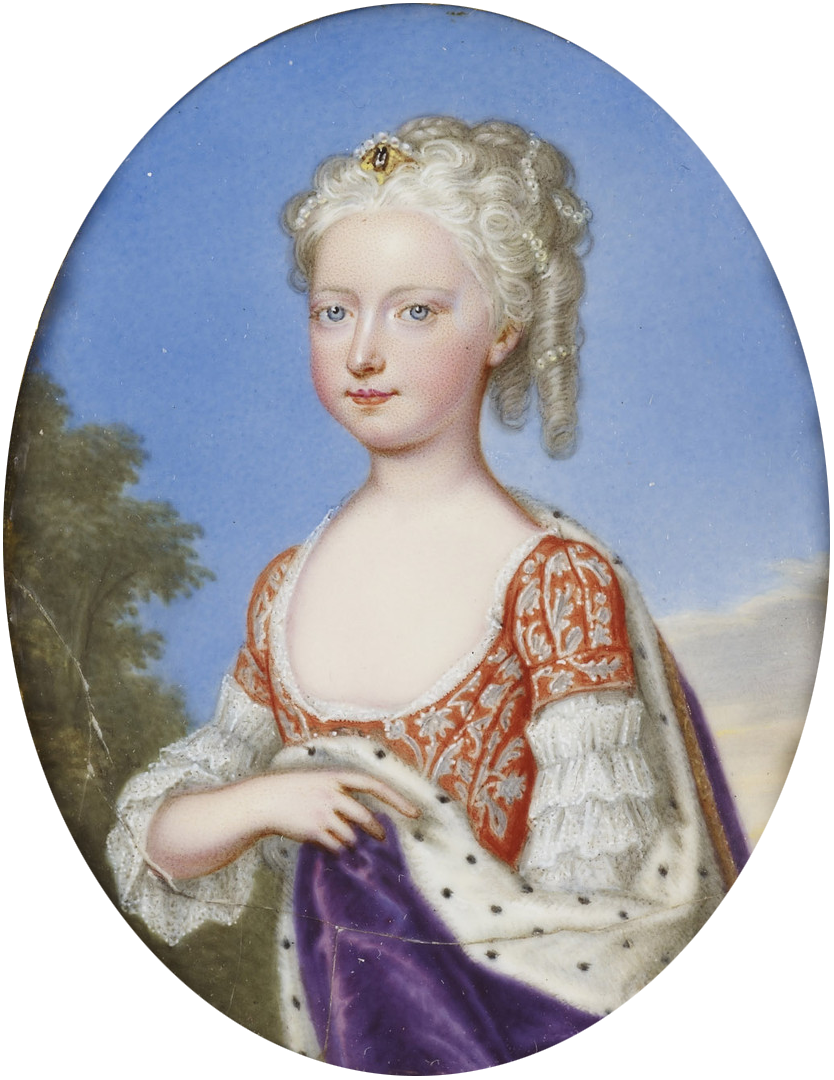
La principessa Luisa da giovane. Ritratto miniato di Christian Friedrich Zincke (Anni 1730, Royal Collection, Londra).

La principessa Luisa nacque à Leicester House, ultima dei figli di Giorgio II di Gran Bretagna e di Carolina di Brandeburgo-Ansbach, al momento della sua nascita Principi del Galles. Nacque dieci anni dopo che suo nonno paterno, l'elettore Giorgio Luigi di Hannover, salisse al trono di Gran Bretagna e Irlanda nel 1714 come Giorgio I, e suo padre si trasferì a Londra con la sua famiglia. Suo padre aveva una relazione tesa con il proprio genitore e nel 1717, dopo una lite, il re aveva bandito suo figlio dalla corte. In seguito visse a Leicester House, dove creò una corte rivale, e che divenne un frequente luogo di incontro per gli oppositori politici di suo padre.
I suoi padrini erano: la principessa Amelia di Gran Bretagna, la principessa Luisa Ulrica di Prussia e Federico di Prussia.
Aveva sei fratelli maggiori che vissero fino all'età adulta. Di questi, Luisa visse con i due più piccoli, il principe Guglielmo e la principessa Maria e i loro genitori. Costituivano il "set più giovane", nato a Londra, in contrasto con il "set più vecchio", nato ad Hannover, che re Giorgio I aveva crudelmente separato dai genitori nel 1717.
L'11 giugno 1727, quando Luisa aveva due anni, suo nonno morì e suo padre salì al trono come Giorgio II. La famiglia si trasferì successivamente a St. James's Palace. Qui Luisa crebbe, trascorrendo le vacanze nella residenza estiva dei suoi genitori, Richmond Lodge. Nel 1737, quando Luisa aveva quasi 13 anni, sua madre, la regina Carolina, morì e fu poi cresciuta principalmente dalla sorella maggiore, la principessa Carolina.

## Matrimonio

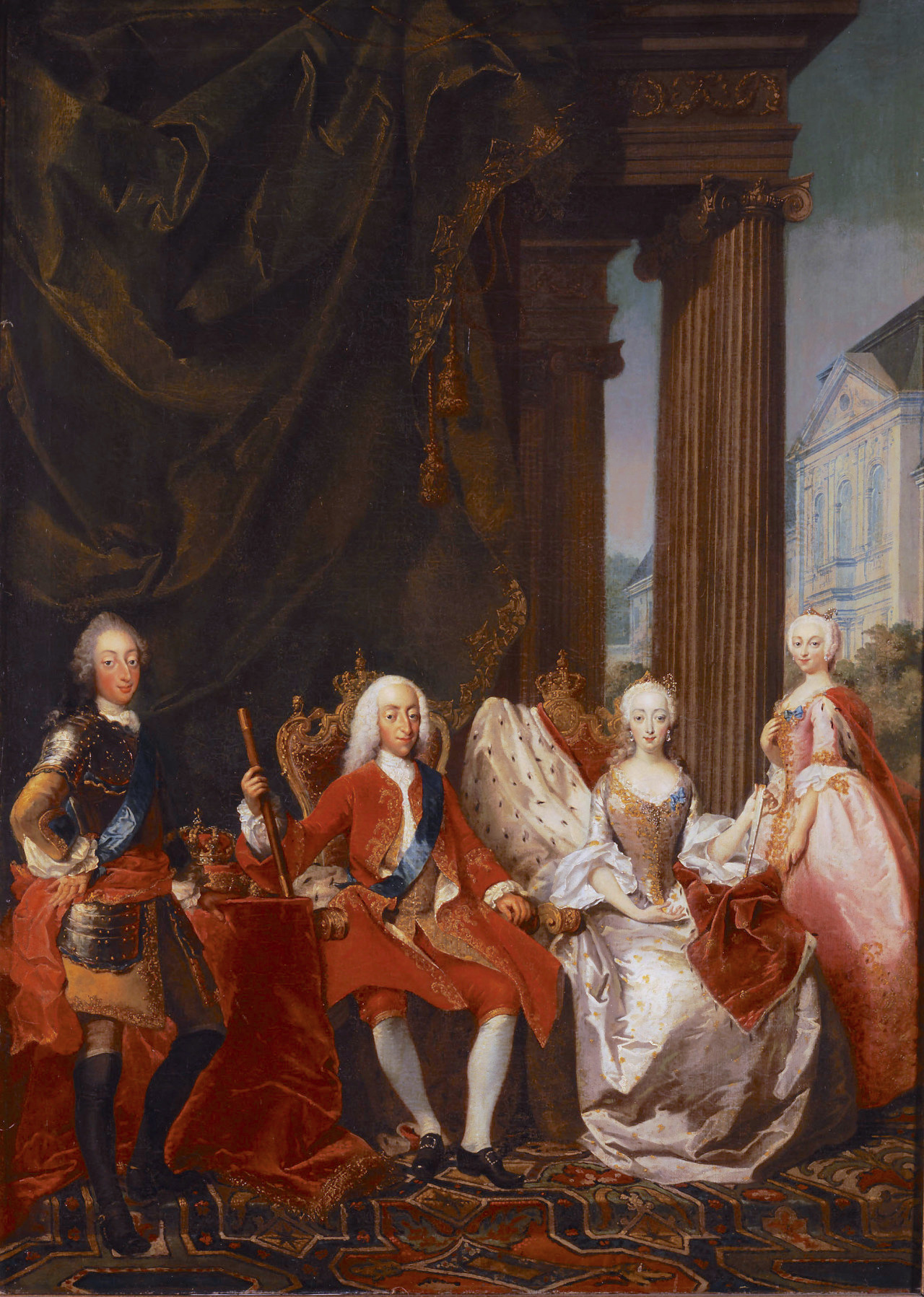
Il re Cristiano VI e la regina Sofia Maddalena circondati dal principe ereditario Federico e dalla principessa ereditaria Luisa. Dipinto di Carl Marcus Tuscher (ca. 1744, Castello di Rosenborg, Copenaghen).

Nel 1743 fu negoziato un matrimonio dinastico tra Luisa e il principe ereditario Federico di Danimarca e Norvegia. Al momento del matrimonio, sia la Francia che la Gran Bretagna desideravano stringere un'alleanza con la Danimarca-Norvegia, ed essendo protestante la Gran Bretagna aveva il vantaggio di poter stringere un'alleanza matrimoniale. Il governo danese era favorevole alla proposta, mentre il padre di Federico, re Cristiano VI, era inizialmente riluttante. Ma era convinto, poiché sperava che il matrimonio avrebbe portato il sostegno britannico per la pretesa di suo figlio al trono di Svezia. A un livello più personale, c'erano speranze che il matrimonio avrebbe soppresso il comportamento dissoluto e alcolico del principe ereditario. Quanto al principe ereditario, dopo essere stato presentato con un ritratto della principessa e aver trovato attraente il suo aspetto esteriore, e aver sentito parlare della sua amabilità, si è dichiarato disposto a sposare Luisa.
Così, le trattative matrimoniali, iniziate nel 1743, si conclusero con successo nel giro di pochi mesi. Il 19 ottobre, la principessa Luisa lasciò Londra e iniziò il suo viaggio verso Copenaghen. Il Lord Ciambellano ordinò la fornitura di rifornimenti per la Principessa, inclusi "set di biancheria da letto reale, valigie, un'attrezzatura da tè itinerante e articoli per la signora Dives e lo yacht "Fubbs": il tutto per una stima di £ 503". Una prima cerimonia fu celebrata il 10 novembre 1743 ad Hannover con suo fratello, il duca di Cumberland, come rappresentante dello sposo. Dopo questo, gli entourage di Luisa e Federico si incontrarono nella città di confine di Altona nell'allora Ducato danese di Holstein, dove Luisa incontrò suo marito per la prima volta una settimana dopo il matrimonio. Lì cambiò il suo seguito inglese con uno danese, guidato dal suo nuovo ciambellano Carl Juel e dalla sua governante Christiane Henriette Louise Juel. Luisa e Federico si sono poi recati insieme a Copenaghen, dove fecero il loro ingresso ufficiale nella capitale danese l'11 dicembre tra gli applausi della popolazione. Nello stesso giorno si è tenuta una seconda cerimonia nella cappella del Palazzo di Christiansborg.

### Principessa ereditaria
Dopo il matrimonio, gli sposi si stabilirono inizialmente al Palazzo di Charlottenborg. Qui, la loro casa divenne rapidamente l'ambientazione di una corte vivace e divertente che differiva notevolmente dall'etichetta rigida e pesante che prevaleva alla corte dei suoceri al Palazzo di Christiansborg. Vi abitarono fino a quando, nel 1745, poterono trasferirsi nella completa Prince's Mansion, un palazzo cittadino ristrutturato per loro dall'architetto danese e maestro di costruzione reale Nicolai Eigtved in stile rococò.
Nonostante il matrimonio fosse stato combinato, la coppia andava abbastanza d'accordo e, almeno durante i primi anni, la loro relazione era apparentemente amichevole. La coppia ebbe cinque figli:
- Cristiano, principe di Danimarca e Norvegia, (7 luglio 1745-3 giugno 1747);
- Sofia Maddalena (3 luglio 1746-21 agosto 1813), sposò Gustavo III di Svezia;
- Guglielmina Carolina (10 luglio 1747-19 gennaio 1820), sposò Guglielmo I, elettore d'Assia-Kassel;
- Cristiano VII di Danimarca (29 gennaio 1749-13 marzo 1808), sposò Carolina Matilde di Hannover;
- Luisa (30 gennaio 1750-12 gennaio 1831), sposò Carlo d'Assia-Kassel.

Sebbene Federico arrivasse a provare grande stima per lei e la trattasse sempre con gentilezza, secondo quanto riferito non era innamorato di lei e continuò il suo stile di vita dissoluto. Tuttavia Federico era a suo agio con lei, e Luisa finse di non notare la sua infedeltà, in particolare con la sua amante preferita Else Hansen.
Luisa divenne molto popolare alla corte danese. Fu accolta con grande entusiasmo anche dai cittadini di Copenaghen, per il suo comportamento naturale e schietto. A differenza di sua suocera, la regina Sofia Maddalena, si sforzò di imparare il danese e studiò la lingua danese fin dal suo arrivo sotto il sacerdote di corte Erik Pontoppidan. Ha anche assunto insegnanti in modo che i suoi figli potessero imparare a parlare la lingua del loro paese.

## Regina

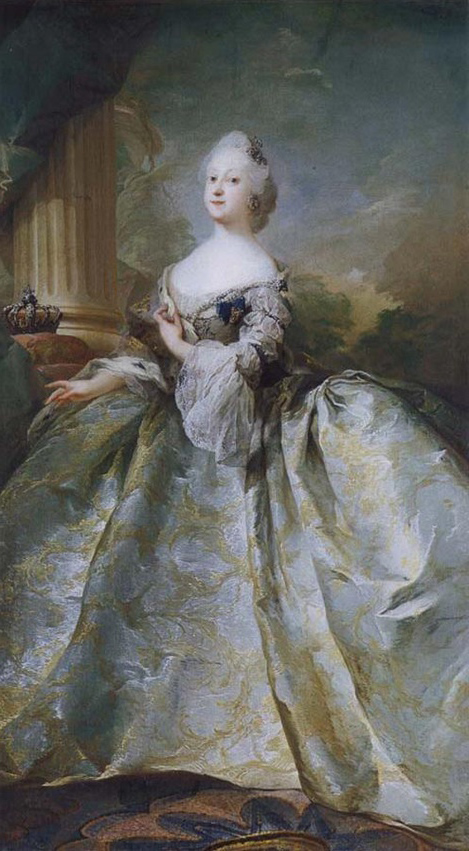
La regina consorte Luisa ritratta da Carl Gustaf Pilo (1751, Galleria d'Arte Nazionale, Copenaghen).

Alla morte di Cristiano VI il 6 agosto 1746, suo marito salì al trono come re Federico V. Le cerimonie dell'ascesa al trono si conclusero quando il 4 settembre dell'anno successivo il nuovo re e la nuova regina furono solennemente unti nella cappella del Castello di Frederiksborg.
L'ascesa al trono di Federico V portò un grande cambiamento nella vita alla corte danese, che ora divenne molto più festosa e acquisì un tono più accomodante. Quasi come un segno dei nuovi tempi, le pesanti catene di ferro che in precedenza avevano circondato Christiansborg per tenere a distanza il popolo scomparvero, la vita di corte riacquistò il suo lustro e le sale e i saloni del palazzo tornarono ad essere l'ambientazione per balli e incontri sociali. La regina Luisa era molto popolare in Danimarca. Luisa aveva una personalità vivace, che le permetteva di socializzare facilmente con gli altri. Fu descritta come ben educata e brava nella conversazione, non bella ma molto dignitosa e ben adatta al suo ruolo di regina.
Il suo sforzo di parlare la lingua danese, anche con i suoi figli, è stato molto apprezzato, poiché la corte reale danese parlava principalmente tedesco. Interessata alla musica, alla danza e al teatro, nel 1747 fece in modo che la compagnia d'opera italiana di Pietro Mingotti fosse invitata a Copenaghen, dove si esibì nell'opera e nel balletto per la corte al Palazzo di Charlottenborg fino al 1750. I suoi membri includevano il compositore Christoph Willibald Gluck, che soggiornò alla corte danese dal 1748 al 1749. In occasione della nascita dell'erede al trono compose l'opera La Contesa dei Numi ("La contesa degli dei "). Nel 1748, la compagnia teatrale francese Du Londel Troupe sotto la guida di Jeanne Du Londel fu invitata per esibirsi a Copenaghen, e si esibì anche a Oslo durante il soggiorno del re nel 1749.
Nel 1751, la regina Luisa si oppose senza successo al matrimonio dinastico pianificato tra sua figlia, la principessa Sofia Maddalena, di cinque anni, e l'erede al trono svedese, il principe ereditario Gustavo, poi re Gustavo III. Temeva che sua figlia non sarebbe stata trattata bene dalla regina Luisa Ulrica, che era nota per le sue opinioni anti-danesi e per essere contraria a quella unione, ed era noto che era la vera sovrana alla corte svedese.

### Morte
Nel 1751 le venne diagnosticato un'ernia ombelicale, durante la sua sesta gravidanza. Il chirurgo di corte l'ha operata ma non ha potuto salvarle la vita, né quella del nascituro. Morì al Palazzo di Christiansborg il 19 dicembre 1751, il giorno dopo il suo 27º compleanno, dopo 14 anni di matrimonio e dopo appena 5 anni come regina. La notizia della morte della regina fu accolta con sgomento a corte e sincero lutto tra le persone che avevano imparato ad apprezzarla immensamente. Venne sepolta nella cattedrale di Roskilde.
Federico V sopravvisse a sua moglie 14 anni. Sebbene inizialmente non fosse disposto a risposarsi con una principessa straniera, a meno che non fosse con una principessa inglese, nessuna delle quali era disponibile in quel momento, un nuovo matrimonio per il re fu organizzato dal conte Adam Gottlob Moltke, che pensò fosse meglio che il re si risposasse appena possibile. Così, il secondo matrimonio del re ebbe luogo l'8 luglio 1752 nella cappella del palazzo di Fredensborg con la duchessa Giuliana Maria di Brunswick-Lüneburg, cognata di Federico II di Prussia, figlia di Ferdinando Alberto II di Brunswick-Lüneburg. Il matrimonio era disapprovato dalle persone che lo consideravano troppo presto.
In suo onore Klopstock compose nel 1752 un'Ode alla Regina Luisa. Nel 1756, la sorella di Luisa, Maria, che si era separata dal marito, si trasferì in Danimarca per prendersi cura dei figli della sorella defunta. Portò con sé i suoi tre figli, che crebbero alla corte danese. I due figli maggiori, il principe Guglielmo e il principe Carlo, avrebbero poi sposato le loro cugine danesi, la principessa Guglielmina e la principessa Luisa, mentre i due più giovani, Carlo e Federico, sarebbero rimasti e avrebbero avuto una carriera in Danimarca.
La figura di Luisa, estremamente apprezzata in vita, venne dopo la morte trasfigurata dai danesi, assurgendo a modello di perfetta Regina di Danimarca. Ciò tuttavia ebbe conseguenze spiacevoli per le sue succeditrici: difatti sia Giuliana Maria, che pure si sforzò di seguire le orme di Luisa, affidando il proprio figlio a precettori danesi e mantenendo una condotta dignitosa, che Carolina Matilde, donna affascinante e spontanea, non riuscirono a vincere il confronto con la memoria della defunta, e fallirono nel conquistare le simpatie del popolo danese. Per Carolina Matilde poi il confronto fu quanto mai stringente, essendo anch'essa una principessa inglese (Luisa era difatti sua zia paterna).

## Ascendenza
|                                          |                                   |                                           | Genitori                                |  |  | Nonni |  |  | Bisnonni                              |  |  | Trisnonni                     |  |
|                                          |                                   |                                           |                                         |  |  |       |  |  | Ernesto Augusto di Brunswick-Lüneburg |  |  | Giorgio di Brunswick-Lüneburg |  |
|                                          |                                   |                                           |                                         |  |  |       |  |  | Ernesto Augusto di Brunswick-Lüneburg |  |  | Giorgio di Brunswick-Lüneburg |  |
|                                          |                                   | Anna Eleonora di Assia-Darmstadt          |                                         |  |  |       |  |  | Ernesto Augusto di Brunswick-Lüneburg |  |  |                               |  |
| Giorgio I d'Inghilterra                  |                                   |                                           |                                         |  |  |       |  |  | Ernesto Augusto di Brunswick-Lüneburg |  |  |                               |  |
|                                          |                                   | Sofia del Palatinato                      | Federico V del Palatinato               |  |  |       |  |  |                                       |  |  |                               |  |
|                                          |                                   | Sofia del Palatinato                      | Federico V del Palatinato               |  |  |       |  |  |                                       |  |  |                               |  |
|                                          |                                   | Sofia del Palatinato                      | Elisabetta Stuart                       |  |  |       |  |  |                                       |  |  |                               |  |
| Giorgio II del Regno Unito               |                                   | Sofia del Palatinato                      |                                         |  |  |       |  |  |                                       |  |  |                               |  |
|                                          |                                   | Giorgio Guglielmo di Brunswick-Lüneburg   | Giorgio di Brunswick-Lüneburg           |  |  |       |  |  |                                       |  |  |                               |  |
|                                          |                                   | Giorgio Guglielmo di Brunswick-Lüneburg   | Giorgio di Brunswick-Lüneburg           |  |  |       |  |  |                                       |  |  |                               |  |
|                                          |                                   | Giorgio Guglielmo di Brunswick-Lüneburg   | Anna Eleonora di Assia-Darmstadt        |  |  |       |  |  |                                       |  |  |                               |  |
| Sofia Dorotea di Celle                   |                                   | Giorgio Guglielmo di Brunswick-Lüneburg   |                                         |  |  |       |  |  |                                       |  |  |                               |  |
|                                          |                                   | Éléonore d'Esmier d'Olbreuse              | Alexandre II d'Esmier d'Olbreuse        |  |  |       |  |  |                                       |  |  |                               |  |
|                                          |                                   | Éléonore d'Esmier d'Olbreuse              | Alexandre II d'Esmier d'Olbreuse        |  |  |       |  |  |                                       |  |  |                               |  |
|                                          |                                   | Éléonore d'Esmier d'Olbreuse              | Jacquette Poussard de Vandré            |  |  |       |  |  |                                       |  |  |                               |  |
| Luisa di Hannover                        |                                   | Éléonore d'Esmier d'Olbreuse              |                                         |  |  |       |  |  |                                       |  |  |                               |  |
|                                          | Alberto II di Brandeburgo-Ansbach | Gioacchino Ernesto di Brandeburgo-Ansbach |                                         |  |  |       |  |  |                                       |  |  |                               |  |
|                                          | Alberto II di Brandeburgo-Ansbach | Gioacchino Ernesto di Brandeburgo-Ansbach |                                         |  |  |       |  |  |                                       |  |  |                               |  |
|                                          | Alberto II di Brandeburgo-Ansbach | Sofia di Solms-Laubach                    |                                         |  |  |       |  |  |                                       |  |  |                               |  |
| Giovanni Federico di Brandeburgo-Ansbach | Alberto II di Brandeburgo-Ansbach |                                           |                                         |  |  |       |  |  |                                       |  |  |                               |  |
|                                          |                                   | Sofia Margherita di Öttingen-Öttingen     | Gioacchino Ernesto di Öttingen-Öttingen |  |  |       |  |  |                                       |  |  |                               |  |
|                                          |                                   | Sofia Margherita di Öttingen-Öttingen     | Gioacchino Ernesto di Öttingen-Öttingen |  |  |       |  |  |                                       |  |  |                               |  |
|                                          |                                   | Sofia Margherita di Öttingen-Öttingen     | Anna Sibilla di Solms-Sonnenwalde       |  |  |       |  |  |                                       |  |  |                               |  |
| Carolina di Brandeburgo-Ansbach          |                                   | Sofia Margherita di Öttingen-Öttingen     |                                         |  |  |       |  |  |                                       |  |  |                               |  |
|                                          |                                   | Giovanni Giorgio I di Sassonia-Eisenach   | Guglielmo di Sassonia-Weimar            |  |  |       |  |  |                                       |  |  |                               |  |
|                                          |                                   | Giovanni Giorgio I di Sassonia-Eisenach   | Guglielmo di Sassonia-Weimar            |  |  |       |  |  |                                       |  |  |                               |  |
|                                          |                                   | Giovanni Giorgio I di Sassonia-Eisenach   | Eleonora Dorotea di Anhalt-Dessau       |  |  |       |  |  |                                       |  |  |                               |  |
| Eleonora Erdmuthe di Sassonia-Eisenach   |                                   | Giovanni Giorgio I di Sassonia-Eisenach   |                                         |  |  |       |  |  |                                       |  |  |                               |  |
|                                          |                                   | Giovannetta di Sayn-Wittgenstein          | Ernesto di Sayn-Wittgenstein            |  |  |       |  |  |                                       |  |  |                               |  |
|                                          |                                   | Giovannetta di Sayn-Wittgenstein          | Ernesto di Sayn-Wittgenstein            |  |  |       |  |  |                                       |  |  |                               |  |
|                                          |                                   | Giovannetta di Sayn-Wittgenstein          | Luisa Giuliana di Erbach-Erbach         |  |  |       |  |  |                                       |  |  |                               |  |
|                                          |                                   | Giovannetta di Sayn-Wittgenstein          |                                         |  |  |       |  |  |                                       |  |  |                               |  |